# 民主言論市民連合
民主言論市民連合（みんしゅげんろん しみんれんごう）は、韓国における市民運動組織で、第五共和国時代の1984年12月9日に「民主言論運動協議会」（민주언론운동협의회、略称：民言協）として発足した。東亜日報や朝鮮日報などに代表される既存言論に対する監視・批判活動に取り組んでいる。略称は「民言連」

## 概要
民言連は、1970年代の維新体制下で自由言論実践運動に参加して解職された東亜日報や朝鮮日報の元記者や、1980年の言論統廃合の時に解職された言論人などが中心となって結成された。「第五共和国時代、東亜日報や朝鮮日報など当時の言論機関が独裁権力と癒着して、言論としての本来あるべき機能を失っていた中で、それに対抗する言論を作る運動を進めた」と主張している。1998年に名称を民主言論運動市民連合（민주언론운동시민연합）に改称した後、2006年3月に現在の名称に改められた。
民言連は、1985年に創刊された『マル』（말、ことば）誌を出版している。

## これまでの主要な活動
1. 季刊（後に月刊）『マル』誌を通した御用言論に対する対抗言論運動を展開。1986年に全斗煥政権が言論を掌握するために作成していた「報道指針」を暴露した。
2. 『ハンギョレ新聞』（現「ハンギョレ」）の創刊を主導
3. 1991年から市民に対する言論教育として「言論学校」を開催。それ以外に大学での言論講座など多様なメディア教育を展開している。
4. 「既存の御用言論だ」と認識している右派メディアの報道へのモニター活動
5. 民言連の機関誌として『市民と言論』を発行